# Pyrausta thibetalis
Pyrausta thibetalis is een vlinder van de familie van de grasmotten (Crambidae). De wetenschappelijke naam van deze soort is voor het eerst voorgesteld door Charles Oberthür in een publicatie uit 1886.
De soort komt voor in China (Sichuan).